# Cyclosa tardipes
Cyclosa tardipes là một loài nhện trong họ Araneidae.
Loài này thuộc chi Cyclosa. Cyclosa tardipes được Tord Tamerlan Teodor Thorell miêu tả năm 1895.